# 圣维维安德布莱
圣维维安德布莱（法語：Saint-Vivien-de-Blaye，法語發音：[sɛ̃ vivjɛ̃ də blaj]，意为“布莱的圣维维安”）是法国吉伦特省的一个市镇，属于布莱区。

## 地理
圣维维安德布莱（45°6'0"N, 0°31'2"W）面积5.69 平方千米，位于法国新阿基坦大区吉倫特省，该省份为法国西南部沿海省份，是法國本土面积最大的省，北起滨海夏朗德省，西临大西洋，南至朗德省，东南接洛特-加龍省，东临多爾多涅省。
与圣维维安德布莱接壤的市镇（或旧市镇、城区）包括：圣克里斯托利-德布莱、皮尼亚克、锡夫拉克德布莱、特亚克。

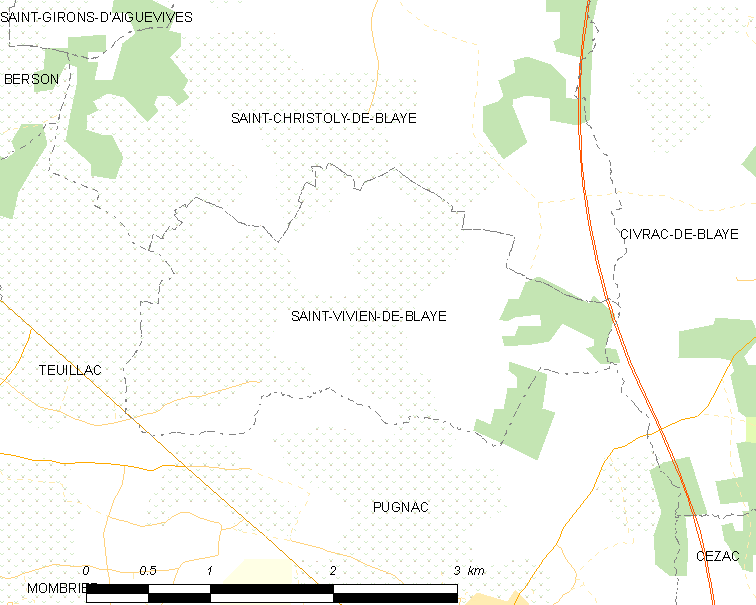
圣维维安德布莱的OSM定位图

圣维维安德布莱的时区为UTC+01:00、UTC+02:00（夏令时）。

## 行政
圣维维安德布莱的邮政编码为33920，INSEE市镇编码为33489。

## 政治
圣维维安德布莱所属的省级选区为北吉伦特县。

## 人口

1962-2008年间圣维维安德布莱人口变化图示

圣维维安德布莱于2022年1月1日时的人口数量为359人。